# Лиф (остров)
Лиф (англ. Lif Island) — населённый остров в Папуа — Новой Гвинее. Относится к архипелагу Танга в Тихом океане. Расположен на северо-востоке от острова Новая Ирландия в архипелаге Бисмарка. Административно входит в состав провинции Новая Ирландия региона Айлендс.

## География
Вместе с Малендоком, Боангом, Тефой, Битликом и Битбоком входит в архипелаг Танга. Лиф расположен южнее самых крупных островов, Малендока и Боанга. От острова Малендок его разделяет пролив, шириной примерно 900 метров. От своего ближайшего соседа, острова Тефа, отделён небольшим проливом, который во время отлива можно перейти вброд.
Лиф — небольшой остров вулканического происхождения площадью около 4 км². Наивысшая точка — 224 метра над уровнем моря.
На острове проживает примерно 4 % населения островов Танга. Имеется несколько маленьких деревень возле берега. Основные поселения — Беламфар и Ангкиткита.